# Caso Chiles-Whitted
Il caso Chiles-Whitted è un avvistamento di UFO avvenuto nel luglio 1948 da parte di due piloti commerciali statunitensi, quando il loro Douglas DC-3 ebbe una quasi collisione sui cieli dell'Alabama con uno strano oggetto volante a forma di siluro che volava vicino al loro aereo.
Fu un importante avvistamento per parecchie ragioni: era la prima volta che si verificava a distanza ravvicinata (secondo i due piloti, qualche centinaio di metri), e fu riferito da due piloti molto esperti, Clarence Chiles e John Whitted. I due erano stati decorati per il loro servizio svolto durante la seconda guerra mondiale ed erano molto stimati nella compagnia dove lavoravano, la Eastern Airlines. Il capitano dell'U.S. Air Force Edward J. Ruppelt scrisse che dopo l'incidente di Thomas Mantell era la prima volta che due piloti erano stati abbastanza vicini a ciò che sembrava un UFO ed erano tornati indietro vivi per poterlo raccontare.
Il caso venne studiato dal personale del progetto Sign e venne considerato molto importante, fu una delle ragioni principali per cui venne avanzata l'ipotesi extraterrestre come spiegazione per gli UFO.

## Cronologia dei fatti
Nelle prime ore del mattino del 24 luglio 1948 il pilota Clarence Chiles e il co-pilota John Whitted stavano volando su un aereo Douglas DC-3 dell'Eastern Airlines da Mobile a Montgomery ad un'altitudine di circa 1.500 metri.
Alle 2,45 circa Chiles notò un'indistinta nube rossa, simile ai gas di scarico di un aereo; era lievemente sopra il loro aereo, di fronte a destra e ad una distanza di circa mezzo chilometro. Chiles vide un aereo e pensò che fosse la fonte del gas di scarico, così lo indicò a Whitted e disse: "guarda, viene un nuovo jet militare". Poi i due piloti si accorsero che non si trattava di un aereo a reazione, e che l'oggetto si muoveva verso di loro a grande velocità. Come scrisse il capitano Edward J. Ruppelt, in pochi secondi l'UFO fu quasi sopra di loro. Chiles fece fare al DC-3 una virata a sinistra. L'UFO sfrecciò a circa 200 metri sulla destra e una turbolenza d'aria colpì l'aereo. Whitted si voltò indietro e vide che l'UFO si alzava rapidamente verso l'alto. Entrambi i piloti avevano avuto una buona visuale dell'UFO e poterono fare un'accurata descrizione agli investigatori dell'USAF.
I piloti avevano visto l'oggetto per 10 o 15 secondi. Entrambi lo descrissero come un oggetto a forma di sigaro o di siluro, lungo circa 30 metri e con un diametro tre volte più grande di un bombardiere B-29. La "fusoliera" dell'oggetto era interamente liscia, senza ali, alettoni o protuberanze. Dal lato posteriore fuoriusciva un gas di scarico molto brillante, di colore rosso-arancio; la scia si estendeva per circa 10-15 metri dietro l'oggetto. Essi non sentirono alcun suono quando l'oggetto passò vicino al DC-3.
Poche settimane dopo l'avvistamento, Chiles precisò che sulla "fusoliera" dell'oggetto c'erano due file di finestrini rettangolari, una superiore e una inferiore; dai finestrini traspariva una luce. Sotto l'oggetto c'era una luce intensa di colore blu. La luminosità dell'oggetto era così intensa che entrambi furono accecati per qualche secondo.
Data l'ora, la maggior parte dei passeggeri dormiva. Uno di essi, Clarence L. McKelvie, diede in seguito la sua testimonianza. Egli disse che vide una straordinaria luce brillante dal finestrino vicino al suo sedile; spiegò che la luce si muoveva parallelamente all'aereo, ma ad un'altitudine maggiore.
Pochi secondi dopo l'avvistamento, Chiles chiamò i controllori di volo dell'Eastern Airlines, per sapere se qualche aereo sperimentale era in volo in quella zona, ma la risposta fu negativa.
L'aereo atterrò a Birmingham intorno alle 4,00. I piloti andarono in albergo e seppero subito che il caso aveva generato un grande interesse.
Dopo poche ore, furono intervistati dai giornalisti e il caso fu portato all'attenzione nazionale. Alcune persone suggerirono che potesse essere una meteora, ma i piloti rifiutarono quest'ipotesi perché avevano visto diverse meteore nel corso della loro carriera e potevano dire che l'oggetto osservato non era certamente una meteora.
Dopo pochi giorni, gli investigatori del Progetto Sign cominciarono le indagini e interrogarono Chiles, Whitted e McKelvie.

## Altre testimonianze
Walter Massey, un capo equipaggio di terra alla Robins Air Force Base in Georgia, a circa 240 km da Montgomery, disse di avere visto in cielo un oggetto cilindrico circa un'ora prima dell'avvistamento da parte di Chiles e Whitted. Come riferisce Jerome Clark, Massey dichiarò che l'oggetto era due o tre volte più grande di un bombardiere B-29 ed emetteva dalla coda una lunga scia di gas infuocato. Il testimone riteneva con certezza che l'oggetto non fosse una meteora.
Edward J. Ruppelt ha riportato un'altra testimonianza da parte di un pilota, che volava tra la Virginia e la Carolina del Nord. Il pilota ha riferito di avere visto "una stella cadente molto brillante" in direzione di Montgomery nello stesso orario dell'avvistamento da parte di Chiles e Whitted. Ruppelt ha anche riferito che il 20 luglio un oggetto simile era stato avvistato nei Paesi Bassi a L'Aia. Il giorno successivo fu inoltrato negli USA un rapporto, molto scarno e lacunoso, che sarebbe stato dimenticato se dopo quattro giorni non ci fosse stato l'avvistamento da parte di Chiles e Whitted.

## Spiegazioni
Il Pentagono suggerì che i piloti avevano visto un pallone sonda, ma questa spiegazione fu presto rifiutata. Come ha riferito Jerome Clark, un portavoce dell'USAF disse dopo pochi giorni che l'avvistamento era credibile, perché "questo Paese non ha aerei con una doppia file di finestrini, senza ali, con propulsione a reazione e una scia di gas di scarico di 12 metri".
L'astronomo Josef Allen Hynek disse che nessuna spiegazione astronomica era plausibile. In seguito, con una spiegazione un po' forzata, come disse lui stesso, suggerì che i piloti potevano avere visto "una straordinaria meteora".
Il personale del Progetto Sign fu molto interessato al caso. All'inizio considerò che l'oggetto potesse essere un razzo, ma fu evidente che non c'era una tecnologia conosciuta che permettesse ad un razzo di essere così manovrabile come avevano asserito i piloti. Gli investigatori studiarono oscuri giornali tecnici (tra cui alcuni che contenevano i lavori dell'ingegnere tedesco Ludwig Prandtl) ed arrivarono alla conclusione che una "fusoliera volante" era fattibile se si usava l'energia nucleare come fonte di energia.
Basandosi su questo ed altri casi il personale del Progetto Sign cominciò a considerare con favore l'ipotesi extraterrestre. Poiché non c'erano evidenti prove fisiche a favore, essi dissero semplicemente che la tecnologia terrestre non poteva spiegare alcuni casi di avvistamenti di UFO. Essi scrissero il leggendario rapporto Stima della situazione per spiegare questo caso. Il presunto rapporto fu respinto dai vertici dell'USAF per mancanza di prove fisiche e ne fu ordinata la distruzione. Il caso Chiles-Whitted venne quindi classificato come "non spiegato".
Comunque, la maggior parte del personale del progetto Sign si rifiutò di abbandonare l'ipotesi extraterrestre. All'interno del gruppo si creò tuttavia una spaccatura tra coloro che erano favorevoli all'ipotesi extraterrestre e quelli che ritenevano che gli UFO fossero prototipi segreti costruiti in Unione Sovietica. A causa del conflitto "anti-extraterrestri" con i vertici militari, nel febbraio del 1949 il Progetto Sign fu cancellato e sostituito con il Progetto Grudge.
L'ipotesi della meteora avanzata da Hynek divenne così la spiegazione ufficiale dell'USAF per il caso Chiles-Whitted, anche se questa spiegazione non fu menzionata in successive discussioni sull'avvistamento.